# Giovan Battista Falcone
Giovanni Battista Falcone (Acri, 23 ottobre 1834 – Sanza, 2 luglio 1857) è stato un patriota italiano, protagonista della Spedizione di Sapri.
Noto per la sua partecipazione alla fallita Spedizione di Sapri, organizzata da Carlo Pisacane con lo scopo di liberare il Mezzogiorno dal dominio borbonico. Morì tragicamente durante l'insurrezione, diventando simbolo del patriottismo meridionale e martire del Risorgimento italiano.

## Biografia
Nato ad Acri, in provincia di Cosenza, da Angiolo Falcone e Mariantonia Giannone, Giovan Battista proveniva da una famiglia dell’alta borghesia calabrese con legami aristocratici, inclusa un’eredità patrimoniale collegata ai Sanseverino di Bisignano.
La sua formazione scolastica ebbe inizio presso il Collegio italo-greco di San Demetrio Corone, un centro noto per la diffusione di ideali giacobini e rivoluzionari. A causa della sua inclinazione verso ideali liberali e antiborbonici, fu trasferito dal padre nel più conservatore seminario di Bisignano. Tuttavia, anche qui manifestò spirito ribelle, sventolando il tricolore e inveendo contro la monarchia: fu quindi espulso.
Dopo un breve soggiorno al collegio napoletano di San Carlo all’Arena, fuggì per tornare ad Acri, abbandonando ogni prospettiva di carriera ecclesiastica. Nel 1856 si trasferì a Napoli, dove entrò in contatto con ambienti rivoluzionari legati al mazzinianesimo, frequentando attivamente il circolo degli studenti calabresi e collaborando con figure come Giuseppe Fanelli, Agesilao Milano, Francesco Tocci e Attanasio Dramis.

## La Spedizione di Sapri
Giovan Battista Falcone si unì nel 1857 alla Spedizione di Sapri, promossa da Carlo Pisacane e Giovanni Nicotera, un tentativo insurrezionale per liberare il Sud Italia. Falcone ottenne il grado di maggiore della spedizione. L’obiettivo era sbarcare a Ponza per liberare i detenuti e poi procedere a Sapri e nel Cilento per fomentare la rivolta.
Dopo lo sbarco a Ponza il 27 giugno 1857, dove Falcone si distinse per risolutezza, la spedizione proseguì verso Sapri. Qui si rese evidente la mancanza di sostegno da parte della popolazione e delle forze rivoluzionarie locali. Falcone fu tra i primi a proporre una deviazione strategica verso la Calabria, ma Pisacane rifiutò.
Il 2 luglio 1857, i rivoluzionari furono assaliti nel Vallone dei Diavoli vicino a Sanza da forze borboniche e contadini aizzati. Secondo alcune testimonianze, Falcone fu linciato dalla folla o si tolse la vita con una stilettata al cuore per non cadere nelle mani del nemico. Il suo corpo fu bruciato e non venne mai ritrovato.

## Eredità
Dopo la caduta del Regno delle Due Sicilie, Giovan Battista Falcone fu celebrato come martire del Risorgimento. Nel 1888, la sua città natale Acri gli dedicò un monumento, e nel 1957, in occasione del centenario della spedizione, fu apposta una lapide commemorativa sulla sua casa natale.
Vincenzo Padula lo descrisse come “un’anima virile e ardita in un cuore tenero di fanciullo”.